# Gustavo Albella
Gustavo Albella (* 25. August 1925 in Alta Gracia; † 13. Juni 2000 in Mendoza) war ein argentinischer Fußballspieler. Der Stürmer wurde zwei Mal Torschützenkönig der chilenischen Primera División.

## Karriere
Gustavo Albella begann seine Karriere bei Sportivo Alta Gracia in seiner Heimatstadt. 1943 zog er nach Buenos Aires, um für Tallares RdE zu spielen, die damals in der zweiten Liga, der Primera B Metropolitana, antraten. Nach einer starken Leistung in einem Freundschaftsspiel gegen Boca Juniors wurde der Offensivakteur von Boca verpflichtet, um Jaime Sarlanga zu ersetzen. Bei Talleres, wo er als Vereinsidol galt, bestritt Albella insgesamt 36 Pflichtspiele und erzielte 29 Tore. Im Jahr 1945 spielte Albella für Boca Juniors, wobei er zwischen der ersten Mannschaft und der Reserve pendelte. Als Sarlanga verletzt ausfiel, ersetzte Albella ihn als Mittelstürmer und erzielte zwei Tore in vier Spielen. Gleichzeitig leistete er seinen Militärdienst ab, wo ihm ein Leutnant, der mit CA Banfield verbunden war, vorschlug, für diesen Verein zu spielen. Albella debütierte 1946 für Banfield in der Primera B. Die Mannschaft gewann die Meisterschaft mit 14 Punkten Vorsprung und stellte einen Rekord auf, indem das Team in den ersten 28 Runden ungeschlagen blieb. Albella blieb bis 1951 bei Banfield, bevor er zum brasilianischen FC São Paulo wechselte. Dort wechselte er von der Stürmer- zur Mittelfeldposition und gewann die Campeonato Paulista 1953. Im Jahr 1955 kehrte Albella zu Banfield zurück, blieb eine Saison und wechselte dann nach Chile zum CD Green Cross, bevor er seine Karriere beendete. In der chilenischen Primera División wurde er 1957 und 1958 Torschützenkönig. Während seiner beiden Stationen bei Banfield erzielte Albella insgesamt 136 Tore für den Klub und wurde damit zum Rekordtorschützen von CA Banfield.

## Erfolge
Banfield
- Argentinischer Zweitligameister: 1946

FC São Paulo
- Staatsmeister von São Paulo: 1953

Green Cross
- Chilenischer Zweitligameister: 1960

## Auszeichnungen
- Torschützenkönig der chilenischen Primera División: 1957, 1958